# Forma binària
La forma binària és una manera d'estructurar una peça de música en dues seccions relacionades, i que normalment es repeteixen. La forma binària era molt popular durant el Barroc i sovint s'utilitzava per donar forma a moviments de suites o sonates per a instruments de tecla. També s'utilitzava per a obres molt curtes i d'un sol moviment. Cap a la meitat del segle xviii va deixar de ser tan usada i va ser en part substituïda per la forma sonata que potenciava el desenvolupament del material musical. On encara es manté el seu ús és en com a tema per a realitzar variacions També queda incorporada en grans obres i en formes més elaborades, com la forma sonata, on es mantenen certes característiques de la forma binària.

## Estructura
Una peça en forma binària es caracteritza per tenir dues seccions (A i B) complementàries, amb una duració aproximadament igual. Amb el temps, la segona secció es farà més llarga, ja que existeixen més possibilitats de modulació.
La primera secció (A) començarà en una determinada tonalitat, i modula normalment a una tonalitat propera. Les composicions en:
- tonalitats majors modulen típicament a la tonalitat de la dominant.
- tonalitats menors modulen a la tonalitat del relatiu principal.

La segona secció (B) comença en la clau novament establerta, on roman per un període indefinit de temps. Després d'una certa activitat harmònica, abans d'acabar, la peça modula un altre cop a la tonalitat original. Molt sovint aquesta secció està formada pel tema A i una espècie de desenvolupament on hi ha modulacions. Per tant, es podria dir que hi ha un principi de desenvolupament que més tard, en altres formes, serà molt important i que s'origina a partir de la forma binària.
Les diferents seccions: A i B es podran distingir pel sentit cadencial del final de cada part.
En les composicions de segle xviii, era habitual que les dues seccions A i B estiguessin separades per doble barra final amb senyals de repetició, que indicava que havien de ser repetides. Així es pot esquematitzar la forma amb les lletres AABB.

## Tipus de forma binària

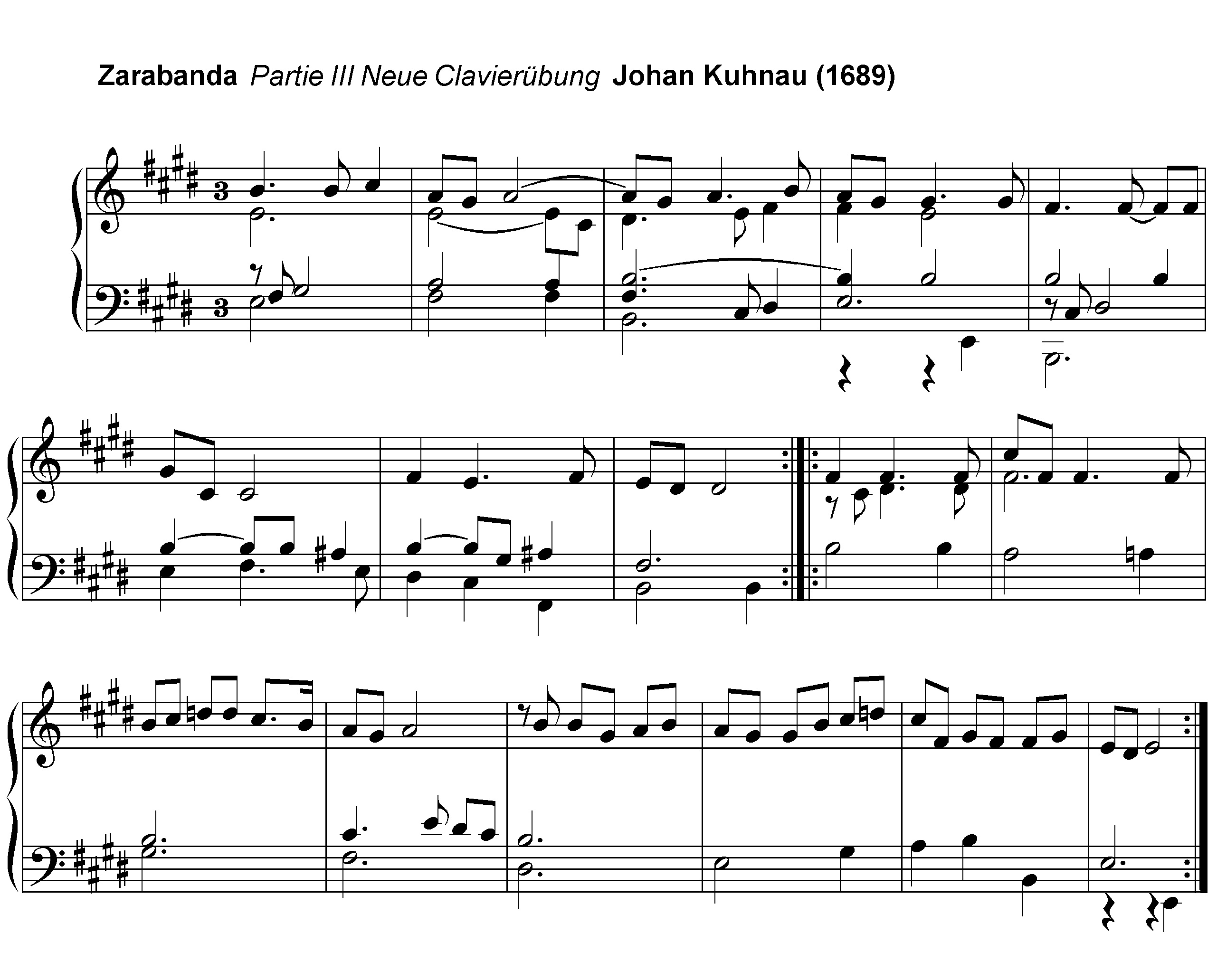
En aquesta zarabanda (de Johann Kuhnau) es pot veure la forma binària de dues frases.

Hi ha tres tipus bàsics d'esquema binari en l'estil sonata del segle xviii, primer sembla que són independents però acaben influint l'un en l'altre. Aquests esquemes són:
- forma de dues frases
- forma de tres frases
- forma de moviment lent

N'hi ha d'altres esquemes, però aquests tres són els que van influenciar de manera més important la forma sonata posterior.

### Forma binària de dues frases
La forma de dues frases, o forma binària simple, té sempre una cadència emfàtica sobre el V grau al final de la primera meitat i hi ha una simetria doble i oposada en les seves meitats:
- en l'aspecte temàtic: AB :||: AB
- en l'aspecte harmònic AB :||: BA

Trobaríem pocs exemples de la forma binària de dues frases en les obres del segle xvii, un exemple seria la zarabanda de Kuhnau. Però a partir de 1720 ja es veu en la majoria d'obres escrites en forma binària com per exemple les alemandes de Bach i Händel.

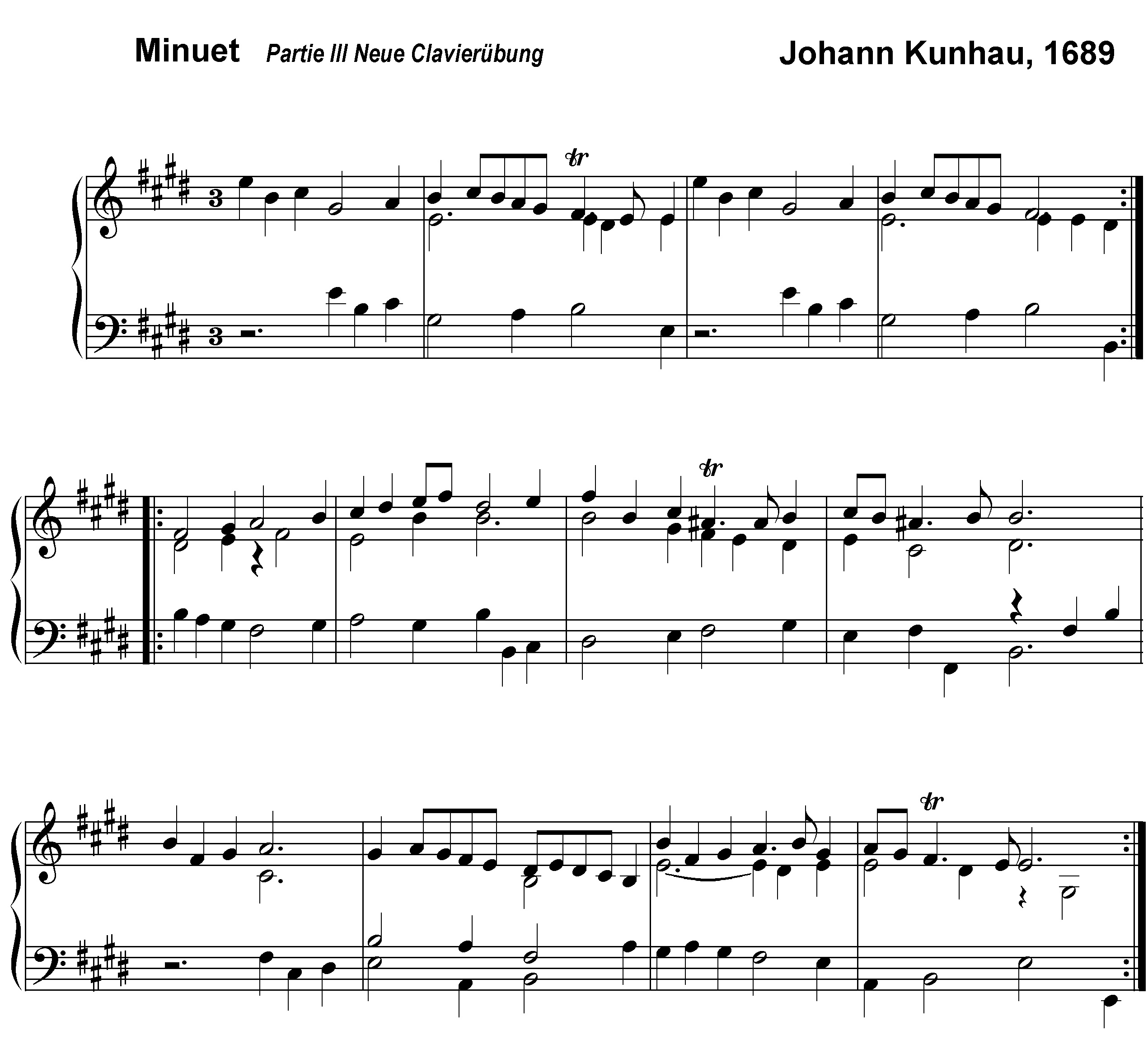
exemple de forma binària de tres frases

### Forma binària de tres frases
A començaments del segle xviii molts minuets tenen la forma binària de tres frases i a partir de 1760 la tenen la majoria. L'esquema seria:
- La primera frase té una cadència dèbil sobre el V grau (freqüentment una cadència forta sobre el primer grau).
- La segona frase estableix la dominant, de vegades amb material nou
- La tercera frase torna a la tònica amb un gran paral·lelisme amb la primera part.

Si la primera frase acaba en la tònica de manera contundent, la tercera podrà ser una repetició idèntica de la primera (això encara ho trobem en els minuets de Beethoven i Schubert. A les hores s'apropa a la forma ternària (ABA). Amb les repeticions es convertirà en AA BA BA. Aquesta forma amb la cadència de la primera frase en la tònica, anomenada forma binària circular, influencia la música simfònica posterior.
Els compositors no utilitzen aquesta forma de tres frases només en els minuets, sinó que també la trobem en altres danses com la courante, la zarabanda o també en invencions o àries.
També trobaríem d'altres exemples més tardans en les obres de J.S. Bach, per exemple en els diferents moviments de les suites i partites. Bach té peces amb la secció B més llarga que la A i també en alguna d'elles afegeix una coda, per influència de la fuga.

### Forma binària de moviment lent
Per acabar trobem la forma de moviment lent, es dona sobretot en música vocal però, també es troben exemples en la música instrumental. L'esquema seria de dues frases diferents però que són temàticament paral·leles i harmònicament diferents. El seu aspecte harmònic és diferent al de la forma binària de dues frases, la primera frase va del I al V grau i la segona es queda en el primer.
A partir de 1730 i fins a 1775 o més, apareixen diferents tipus de forma binària de moviment lent:
1. Es retorna immediatament al primer tema en la tònica
2. Es retorna al primer tema en la tònica però abans s'ha de sentir en la dominant (exemple "Dai tribunal d'Amore" de l'òpera Griselda de Vivaldi)
3. Es retorna a la tònica en la meitat del primer tema (exemple "Alle minaccie di fiera Belua" de l'òpera Griselda de Vivaldi)

L'esquema de forma binària de moviment lent s'utilitza molt al segle xviii. Després de 1720 es converteix en l'esquema de les àries da capo i s'utilitza durant més de mig segle. També forma part de l'esquema de l'obertura operística i molts moviments lents de sonates, simfonies…

### Resum dels tipus de forma binària
Així, podríem resumir les diferents formes binàries en:

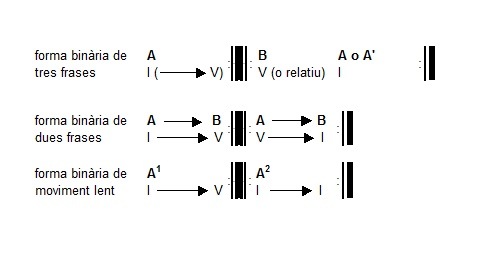
Esquemes dels diferents tipus de forma binària, font Charles Rosen

## Utilització

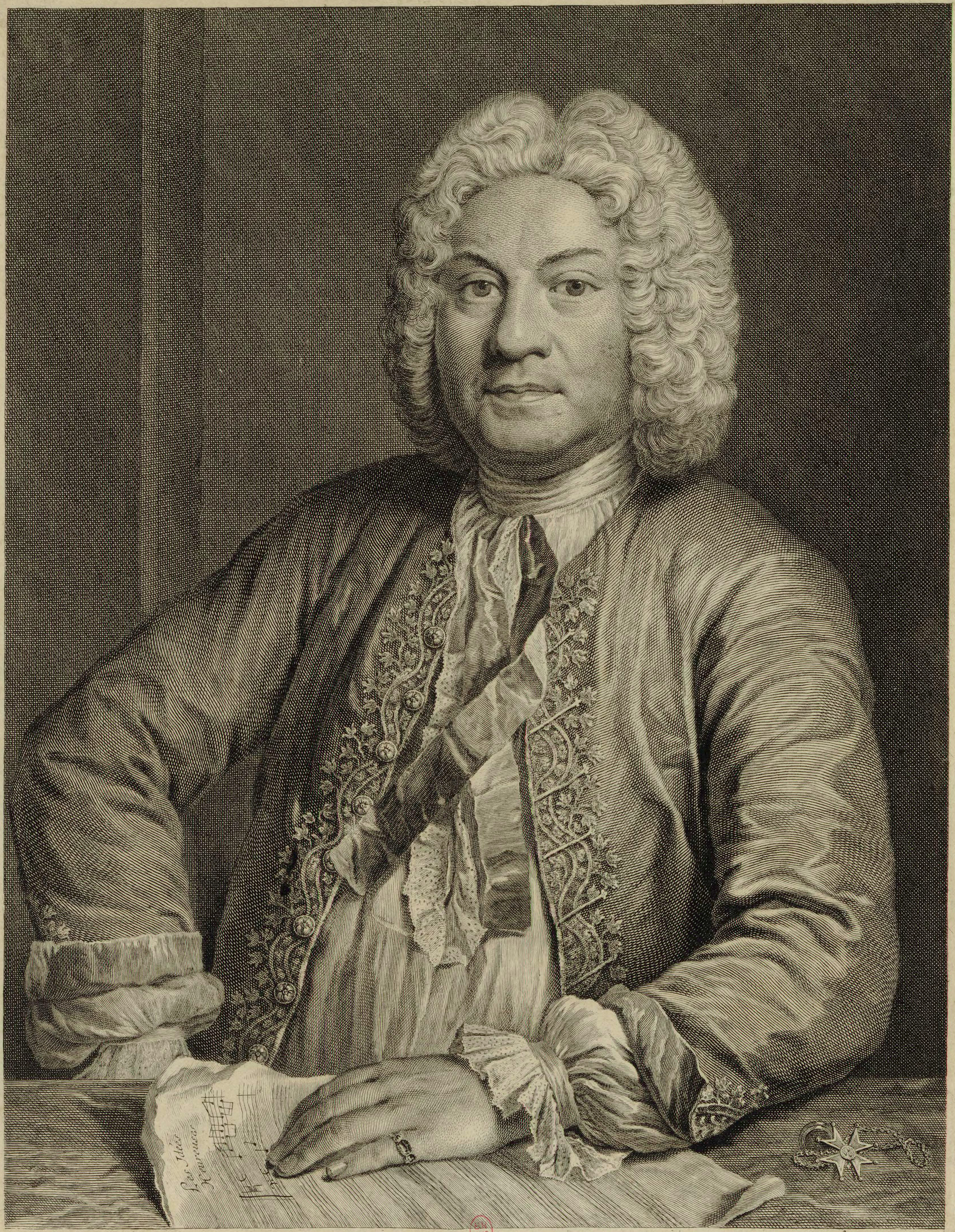
Retrat de François Couperin.

La forma binària es va utilitzar en moltes de les peces breus per a clavicèmbal dels segles xvii i XVIII. El tipus suite del segle xvii comprenia quatre, cinc o més d'aquestes peces que estaven en forma de dansa.
Trobaríem exemples de formes binàries d'aquesta època en les peces de François Couperin, per exemple el mosquit (le moucheron), o en les de Domenico Scarlatti. D'aquest últim podem trobar les seves sonates i les àries, com per exemple "La mia tiranna" de Eraclea escrita l'any 1700 i amb forma binària de moviment lent. Un altre exemple més tardà de la forma binària de moviment lent del mateix compositor seria l'ària "son constante" de Marco Attilio Regolo escrita el 1719 i on podem veure una línia temàtica que va del I grau al V, que més tard és modificada i harmonitzada novament en la tònica. Però tot i així, no transposa l'estructura temàtica sinó que li dona un nou significat.
Podem trobar un gran contrast en les òperes pel fet que l'òpera buffa té una influència més positiva en l'estil de la segona meitat del segle xviii. Tot i així podem trobar exemples d'aquesta forma en les àries de La Diavolessa de Galuppi (1755)
L'obra vocal va influir molt en la música instrumental i esdevé part important del desenvolupament de la música del segle xviii.

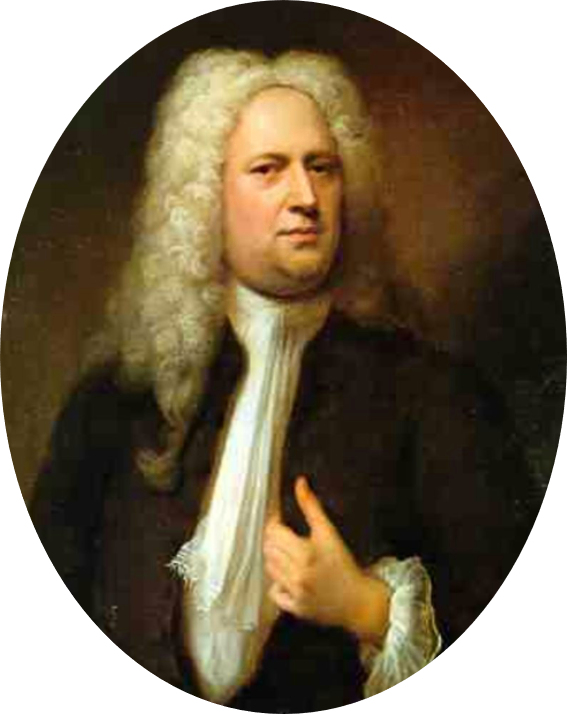
Retrat de Georg Friedrich Händel.

Al final del barroc destacarien les obres de Händel i Bach. Aquests compositors també tenen obres amb formes binàries, com per exemple la courante de la Suite Núm. 8 en Sol M (sèrie 1733) o les de Bach, com la invenció a dues veus en Mi M o l'ària i sarabanda de la partita en Re M de la Clavierübung les quals estan escrites amb la forma binària de tres frases.
L'alemanda de la Partita en Si bemoll major de la clavierübung de Bach també està escrita en forma binària, però en aquest cas ens trobem amb una forma binària de dues frases.
Tot i que la forma binària va ser molt utilitzada en el barroc, a partir de llavors la forma que va prendre el protagonisme va ser la forma sonata. Però, tot i així, encara trobem aquesta forma per exemple en diferents variacions, en minuets, en les àries da capo i en els moviments lents. Però ara anirà evolucionant per influència de la forma sonata: s'afegeixen passatges de transició, es fa més gran la tensió, s'afegeix una coda (que ja la utilitzava Bach) per resoldre la tensió...tot i així, es va influenciar molt menys que la forma ternària.
Un exemple el trobaríem en l'obra de Haydn, com a l'últim moviment, presto, del trio de piano en Si bemoll major (Hoboken XV: 38) o en el primer moviment del trio de piano en Mi bemoll major (Hoboken XV: 36)
Un altre exemple el podem veure en el quartet en La M núm. 2 op. 18 de Beethoven on tant l'scherzo com el trio d'aquest moviment tenen una estructura de forma binària de dues frases.
També trobem la forma binària en l'obra de Schumann. Per exemple, en l'àlbum de la joventut op 68 en trobem una de dues frases en el 3 "Taral·lejant" i una altra de tres frases en el núm. 1, Melodia.
Aquesta manera de presentar la música, amb la forma binària, es continua utilitzant fins començaments del segle xix, moment en què la relació tònica dominant es debilita per donar lloc a un sistema més fluid i dinàmic. Tot i així, és interessant veure com treballa la forma binària Brahms en els seus valsos per a quatre mans op 39 compostos l'any 1869.
 Si s'analitza el tercer temps de la simfonia núm. 9 en mi op. 95 de Dvorak, trobem que el scherzo és una forma ternària complexa, on cada part (tant el scherzo com el trio) al seu torn és una forma binària de tres frases.

Debussy utilitza molt la forma binària en la seva obra. Per exemple es pot veure en el clar de lluna de la suite bergamasque.
Stravinski també utilitza molt la forma binària, per exemple en les diferents parts del seu ballet la consagració de la primavera
Però aquests últims tenen una forma binària amb un nou llenguatge musical molt diferent al barroc, amb una harmonia on la tònica i la dominant perden la seva hegemonia i s'utilitzen acords inimaginables o molt poc utilitzats al barroc.

## Enllaços interessants
Diferents tipus de forma binària
Estan en anglès
- Tema de les variacions de la sonata en Re M K284 de Mozart, 3r moviment. on es veu l'exemple de forma binària de tres frases
- Preludi de Händel en Sol M on es pot veure un exemple de la forma binària de moviment lent
- vals en Do M D779 núm. 16 exemple de forma binària simple| Bases d'informació | - GEMUS (1) - Britannica (1) |